# Golden Bantam
Golden Bantam ist eine traditionelle, samenfeste und gentechnikfreie Zucker- oder auch Süßmaissorte. Samenfeste (zum Nachbau geeignete) Mais-Sorten wurden im konventionellen Anbau weitgehend von robusteren Hybridsorten verdrängt (zurückgehend auf den sogenannten Heterosis-Effekt). Diese sind heute aus ökonomischen Gründen teilweise gentechnisch verändert. 

## Aktion „Save our Seeds“
Die Zukunftsstiftung Landwirtschaft machte die Maissorte einer breiteren Öffentlichkeit bekannt, als sie im Rahmen der Aktion „SOS Save Our Seeds“ Bantam-Samen kostenlos verteilte. Die „Aktion Bantam-Mais“ will Gärtner und Landwirte dazu bringen, die gentechnisch unveränderte Maissorte als Lebensmittel sowie auch zur Saatgutgewinnung anzupflanzen. Anbauer von samenfestem Bantam-Mais sind laut Gentechnikgesetz berechtigt, zu erfahren, wo in ihrer Nachbarschaft gentechnisch veränderter Mais angebaut wird  und haben ein Recht auf relativen Schutz vor Auskreuzungen von gentechnisch verändertem Pollen (Abstandsregelung).